# Khatam Ardakan Volleyball Club
Il Khatam Ardakan Volleyball Club è una società pallavolistica maschile iraniana, con sede ad Ardakan: milita nel campionato iraniano di Super League.

## Palmarès
- Campionato asiatico per club: 1

2018

## Denominazioni precedenti
- 2014-2016: Arman Ardakan Volleyball Club